# Koppal (Distrikt)
Der Distrikt Koppal (Kannada: ಕೊಪ್ಪಳ ಜಿಲ್ಲೆ) ist ein Distrikt des indischen Bundesstaates Karnataka. Verwaltungssitz ist die namensgebende Stadt Koppal.

## Geografie

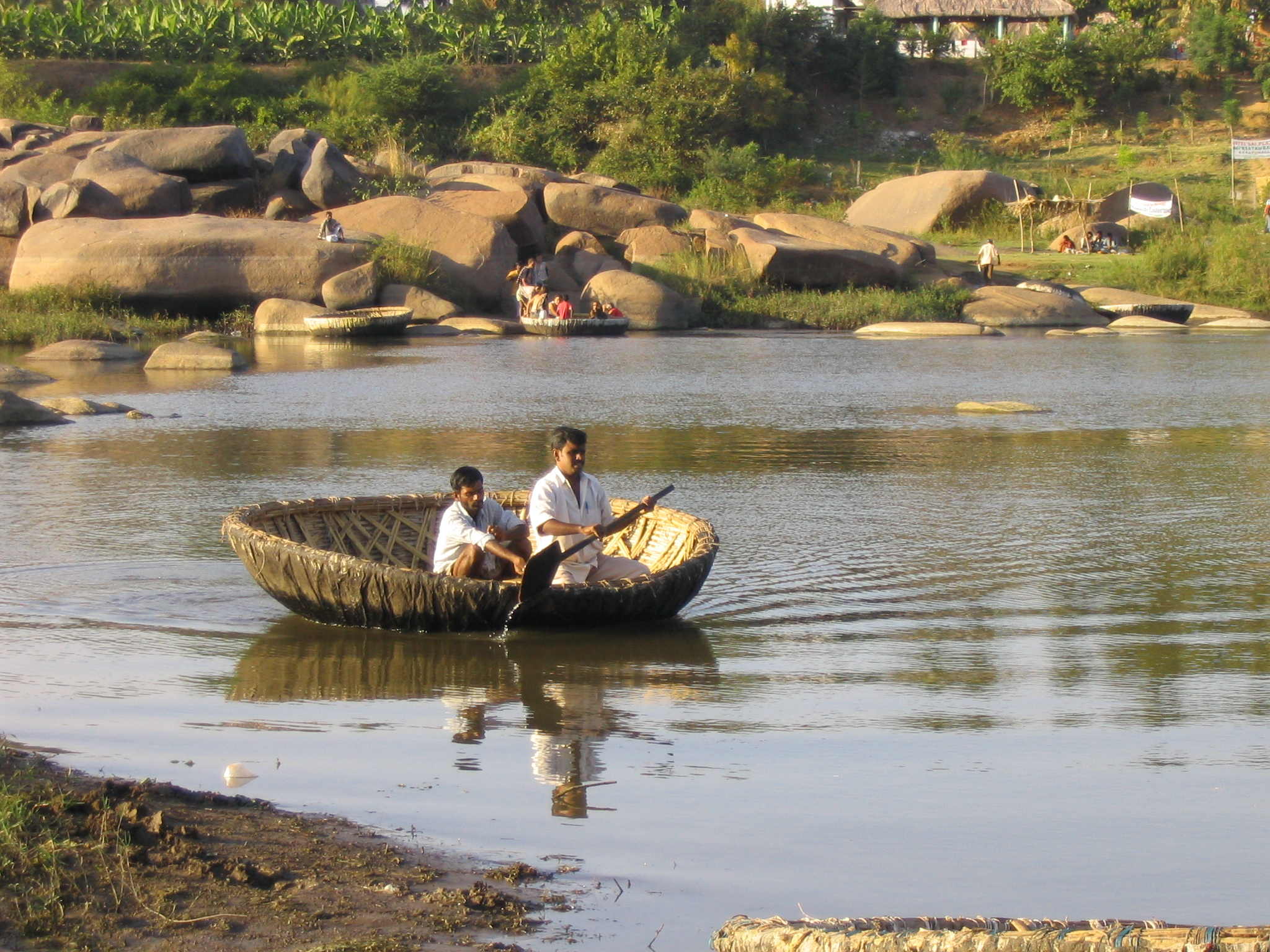
Der Tungabhadra-Fluss bildet die Südgrenze des Distrikts Koppal

Der Distrikt Koppal liegt im nördlichen Karnataka. Nachbardistrikte sind Ballari im Süden, Gadag im Westen, Bagalkot im Nordwesten und Raichur im Nordosten.
Die Fläche des Distrikts Koppal beträgt 5.570 Quadratkilometer. Das Distriktgebiet gehört zum Hochland von Dekkan und stellt sich größtenteils als flache Hochebene mit einer Höhe von durchschnittlich 400 bis 600 Metern über dem Meeresspiegel dar. Im Süden bildet der Tungabhadra, einer der größten Flüsse Karnatakas, die Grenze zum Distrikt Ballari. Das Klima im Distrikt Koppal ist heiß und trocken. Wegen seiner Lage im Zentrum des Dekkan-Plateaus empfängt Koppal während des Südwestmonsuns nur geringe Regenmengen. Entsprechend niedrig ist der durchschnittliche Jahresniederschlag mit 587 Millimetern (Durchschnitt der Jahre 1950 bis 2000).
Der Distrikt Koppal ist in die vier Taluks Yelbarga, Kushtagi, Gangawati und Koppal unterteilt.

## Geschichte
Das Gebiet von Koppal gehörte während der britischen Kolonialzeit zum Fürstenstaat Hyderabad, der seit 1800 in einem festen Abhängigkeitsverhältnis zur Britischen Ostindien-Kompanie stand. Während der Jahre 1853 bis 1858 stand das Gebiet unter direkter britischer Herrschaft, wurde 1858 aber an den Nizam von Hyderabad als Dank für dessen Loyalität während des Indischen Aufstands von 1857 übergeben.
Nach der indischen Unabhängigkeit 1947 wurde Hyderabad als Bundesstaat in Indien eingegliedert. Als 1956 die indischen Bundesstaaten durch den States Reorganisation Act neugegliedert wurden, kam der südwestliche Teil Hyderabads mit dem Gebiet von Koppal an den nach den Sprachgrenzen des Kannada geschaffenen Bundesstaat Mysore (1973 umbenannt in Karnataka). Als eigenständiger Distrikt wurde der Distrikt Koppal am 1. April 1998 aus dem Distrikt Raichur gelöst.

## Bevölkerung
Bei der indischen Volkszählung 2011 hatte der Distrikt Koppal 1.389.920 Einwohner. Zwischen 2001 und 2011 wuchs die Einwohnerzahl um 16,2 Prozent und damit etwa gleich stark wie im Mittel Karnatakas (15,7 Prozent). Der Distrikt Koppal ist ländlich geprägt: Die Bevölkerungsdichte lag mit 250 Einwohnern pro Quadratkilometer unter dem Durchschnitt des Bundesstaates (319 Einwohner pro Quadratkilometer). 16,8 Prozent der Einwohner des Distrikts lebten in Städten. Der Anteil der Stadtbevölkerung ist einer der niedrigsten Karnatakas und weniger als halb so hoch als im Mittelwert des Bundesstaates (38,6 Prozent). Die Alphabetisierungsquote lag mit 68,1 Prozent deutlich unter dem Durchschnitt Karnatakas (76,1 Prozent).
Unter den Einwohnern des Distrikt Koppal stellten nach der Volkszählung 2011 Hindus mit 87,6 Prozent die große Mehrheit. Daneben gibt es eine muslimische Minderheit von 11,6 Prozent. Die Volkszählung 2011 klassifizierte 11,8 Prozent der Einwohner des Distrikts als Angehörige der registrierten Stammesbevölkerung (scheduled tribes, vgl. Adivasi). Dabei handelt es sich fast ausschließlich um Angehörige der Naikda.

## Sehenswürdigkeiten

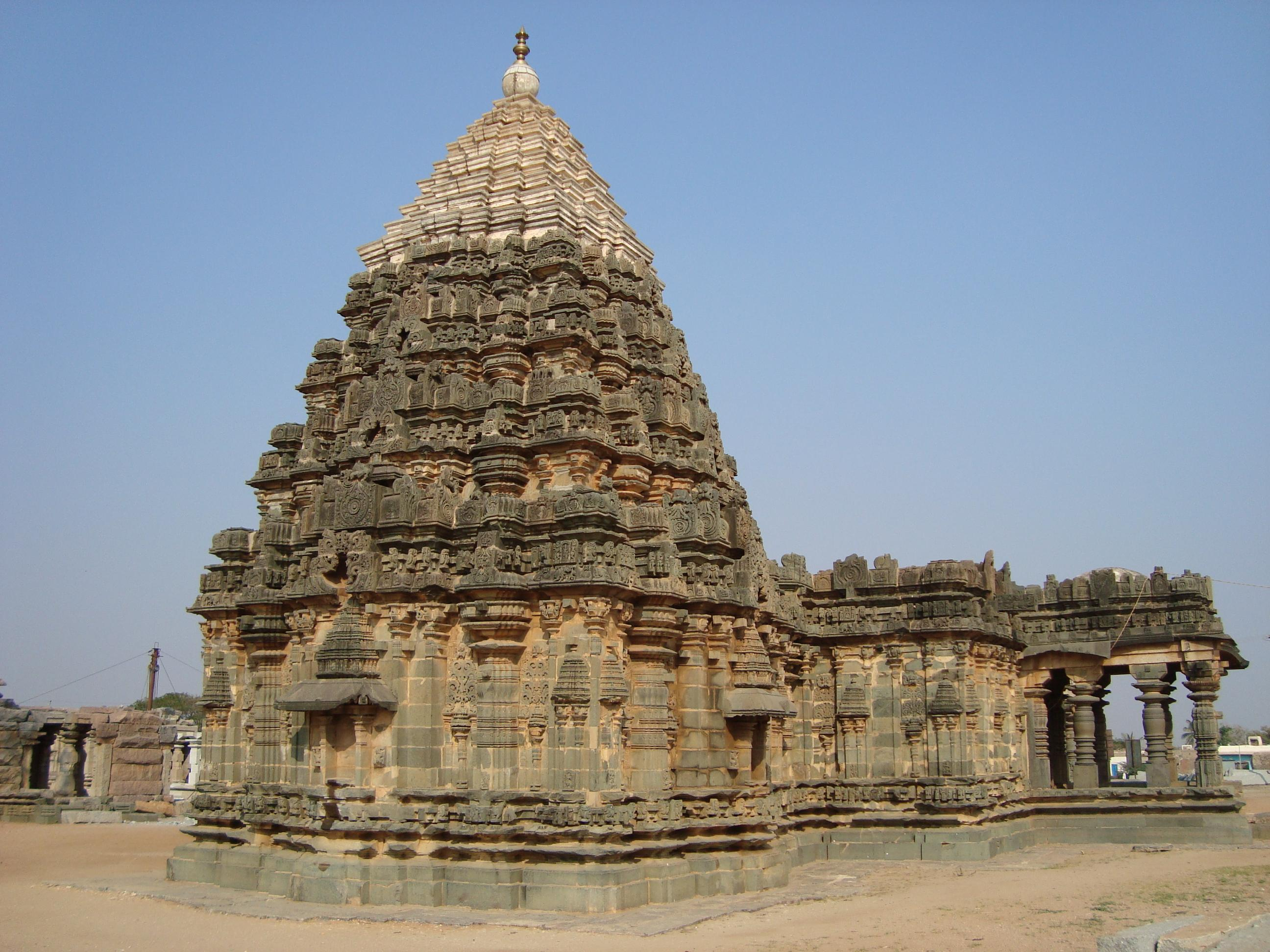
Mahadeva-Tempel in Itagi

Der Ort Anegundi im Süden des Distrikts Koppal liegt am Ufer des Tungabhadra-Flusses direkt gegenüber von Hampi, der ehemaligen Hauptstadt des Vijayanagar-Reiches (14. bis 16. Jahrhundert). Während sich der Ort Hampi und die zur Weltkulturerbestätte Hampi gehörenden Monumente auf der südlichen Flussseite im Gebiet des Nachbardistrikts Ballari befindet, liegt ein kleinerer Teil der Ruinen der ehemaligen Stadt auch nördlich des Tungabhadra im Gebiet des Distrikts Koppal. Die wichtigsten Sehenswürdigkeiten auf der nördlichen Flussseite sind der Hügel Anjaneya Hill mit einem Tempel für den Affengott Hanuman, der dem hinduistischen Glauben zufolge hier geboren worden sein soll, sowie ein kleiner Teich, der mit dem im Ramayana-Epos erwähnten mythischen See Pampa Sarovar identifiziert wird.
Im Dorf Itagi im Distrikt Koppal befindet sich der Mahadeva-Tempel. Im Jahr 1112 während der Herrschaft der Westlichen Chalukya erbaut, gilt er als eines der bedeutendsten Beispiele für die späte Chalukya-Architektur. Weitere Sehenswürdigkeiten im Distrikt Koppal sind der Ort Kanakagiri mit einem Tempel aus der Vijayanagar-Zeit und das Fort Koppal in der Distrikthauptstadt Koppal.

## Städte
| Stadt                  | Einwohner (2001) |
| ---------------------- | ---------------- |
| Gangawati              | 93.249           |
| Koppal                 | 56.145           |
| Kushtagi               | 21.180           |
| Munirabad Project Area | 8.113            |
| Yelbarga               | 11.437           |